# Стефан Воїслав
Стефан Воїслав або Доброслав I Воїслав (чорн. Стефан Војислав; *д/н — †1043) — князь Дуклі у 1040—1043 роках. Фактичний засновник династії Воїславовичів.

## Життєпис

### Топарх
Походив з династії Воїславовичів. Згідно Хроніки священика Дукля, його батьком був князь Дуклі Драгомир, а мати — донька князя Рашки Лютомира.
Після смерті двоюрідного брата Йована Володимира у 1016 році успадкував володіння батька Драгомира. 1018 року після смерті Драгомира став ватажком дуклян. Того ж року візантійський імператор Василь II надав Стефану Воїславу посаду топарха (намісника) Зети і Стон. Він підкорявся візантійському стратегу в Дубровнику.
Деякий час він залишався вірним імператору з огляду на потугу Візантії. Більше того — намісництво Стефана Воїслава запам'яталося дуклянам надзвичайною суворістю. Пізніше виникла легенда, що він нібито навмисно пригнічував одноплемінників, щоб викликати люту ненависть до поневолювачів. А коли невдоволення сягнуло межі, скориставшись послабленням візантійської держави після смерті Василя II Болгаробійця, підбурив дуклян до повстання, яке сам і очолив. За два роки візантійці бунт придушили, захопили Стефана Воїслава у полон та відправили до Константинополя. Але ще через три роки бранець утік, дістався батьківщини, розпочав нове повстання і таки домігся незалежності свого князівства. Столицею держави став Скадар.

### Князь незалежної Дуклі
Приводом до нового конфлікту стало захоплення сербами у 1039 році вантажу візантійського корабля у 10 кентенаріїв золота. Стефан Воїслав відмовився повернути здобич імператору Михайлу IV Пафлагону. Останній спрямував війська проти Дуклі. Князь зустрів загарбників на Враньєму узгір'ї й атакував першим — одразу з двох боків. Заскочені візантійці почали відступати, але під час втечі зазнали ще більших втрат. У бою загинув і сам візантійський командувач.
Імператор марив помстою. Він залучив на свій бік сусідів Дуклі — князів Хуму, Боснії та Сербії — і кинув проти Стефана Воїслава величезну армію. Але й вона потрапила у пастку біля Туджемілей під горою Румія та була розгромлена дуклянами.
Того ж року проти Стефана рушив Людовід, князь Захумл'є, якого підкупили візантійці. У битві на пагорбі Клобук (поблизу сучасного Конавлі) Стефан Воїслав здобув нову перемогу. Завдяки цьому Дукля стала фактично незалежною.
На момент смерті у 1043 році контролював значну частину Адріатичного узбережжя від Стон до Дурреса, князівства Травун'я, Рашку, Дуклю. Землі були поділені між синами.

## Родина
- Гоїслав, Предімир, Михайло, Саганек, Радослав